# Inal, o Grande
Inal Nekhu (Adigue: Инал Нэф, romanizado: Yinal Nəf, lit. 'Inal, o Radiante'; em cabardiano: Инал Нэху; também conhecido como Inal, o Grande em fontes georgianas) foi o Príncipe Supremo (Rei) da Circássia de 1427 a 1453 que unificou todos os circassianos (então divididos em vários principados) em um único estado. Ele liderou campanhas em vários países e expandiu suas fronteiras em todas as direções. Ele foi o fundador de várias tribos circassianas, principalmente Kabardia, Besleney, Temirgoy, Zhaney, e Hatuqwai.
Embora a origem do apelido de Inal (Nef/Nekhu) não seja conhecida, fontes afirmam que ele era cego de um olho, portanto veio da palavra "Нэф" que significa "cego" em circassiano, e alguns afirmam que veio da palavra " Нэху" que significa "iluminado" em circassiano. 

## Biografia
Antes da ascensão de Inal, os senhores estabelecidos na Circássia tinham uma administração territorial separada e uma estrutura organizada não foi desenvolvida. Embora os circassianos tenham resistido às forças timúridas nas guerras Timur-Circassianas, a região circassiana sofreu grande destruição como resultado desta guerra.

### Infância
Ele nasceu na Península de Taman, perto da atual Crimeia, e foi criado na casta principesca. Quando jovem, ele era bem treinado, proficiente em artes marciais e educado sobre as vastas terras do país circassiano e os numerosos clãs que controlavam terras e poder em toda a pátria. 

### Ascensão

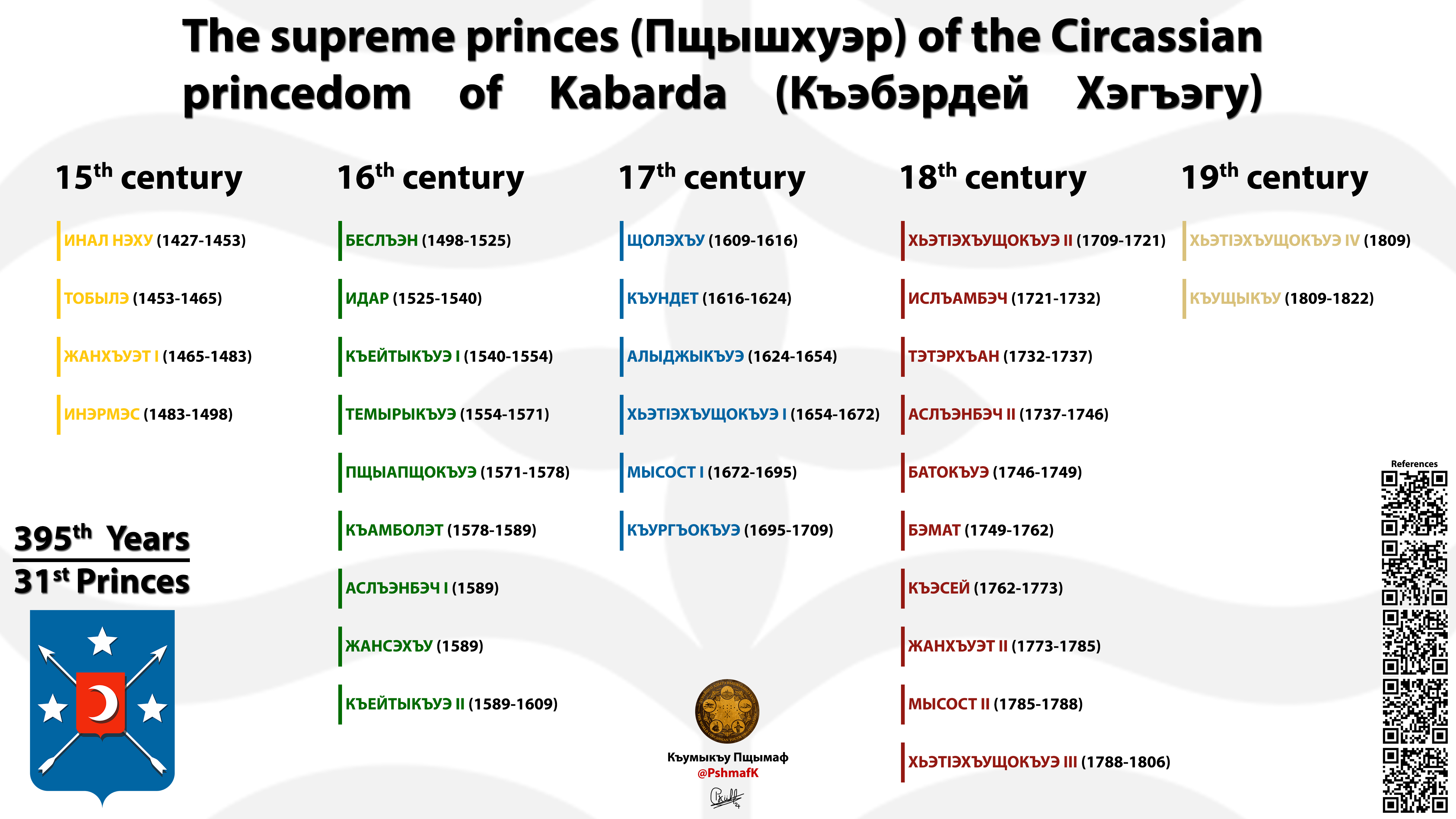
Príncipes de Kabarda (leste da Circássia)

Inal inicialmente possuía terras na península de Taman. Estrategista habilidoso, no início de 1400, ele reuniu uma força composta principalmente pelo clã Khegayk e decidiu completar seu objetivo de criar um reino circassiano unificado sob fidelidade. Enquanto os senhorios circassianos caíam nas mãos de Inal um por um, ele lutou e derrotou senhores da guerra e chefes de clã. Apesar das muitas tentativas de dividir e enfraquecer o seu exército, ele usou a intriga política para evitar quaisquer assassinatos e divisões nas suas forças armadas.
A ascensão de Inal perturbou os senhores circassianos estabelecidos, e uma confederação de 30 clãs circassianos que se opunham a Inal formou uma aliança para combatê-lo. Numa batalha perto do rio Mzymta, a coalizão de trinta senhores circassianos foi derrotada por Inal e seus apoiadores. Dez deles foram executados, enquanto os vinte senhores restantes declararam lealdade e juntaram-se às forças do novo estado de Inal.

### Conquistas

#### Conquista de Cubã e Circássia Oriental

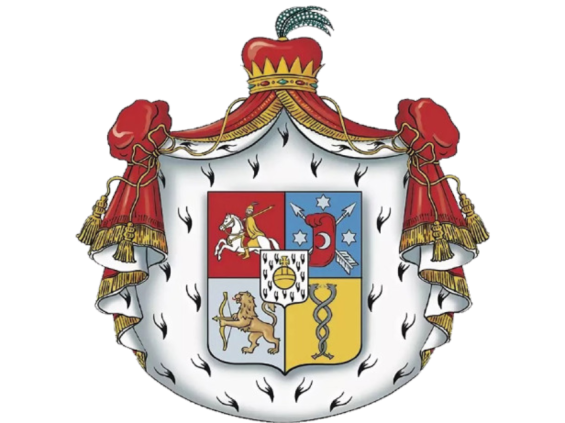
brasão da Dinastia Cherkassky, usado pelos sucessores de Inal.

Inal, que então governava a Circássia Ocidental, organizou uma campanha para a Circássia Oriental em 1434 e estabeleceu a província de Kabardia, em homenagem ao seu general militar, Kabard. Inal organizou uma nova campanha ao norte em 1438 e expulsou os nômades turcos perto dos assentamentos circassianos ao norte do rio Kuban, ao longo do rio Ten, e expandiu suas fronteiras para a atual Azov.
João III descreve que na virada dos séculos XIV e XV, Circássia expandiu suas fronteiras para o norte até a foz do Don, e observa que "a cidade e o porto de Tana estão localizados no mesmo país na Alta Circássia, no Don Rio, que separa a Europa da Ásia". Sua descrição coincide com as expansões de Inal.

### Reformas

#### Reformas administrativas
Quando as suas conquistas diminuíram, Inal começou a tomar medidas para desenvolver a nação circassiana, introduzindo reformas, organizando tribos e instituindo tribunais de anciãos para governar as preocupações das províncias circassianas. Ele dividiu suas posses em quatro condados: Qabard, Beslan, Kemirghoqo, e Zhanaqo-Hatuqwai. Ele introduziu a instituição de 40 juízes. No entanto, a Circássia foi dividida novamente após sua morte em principados feudais separados.

#### Cidade de Shanjir

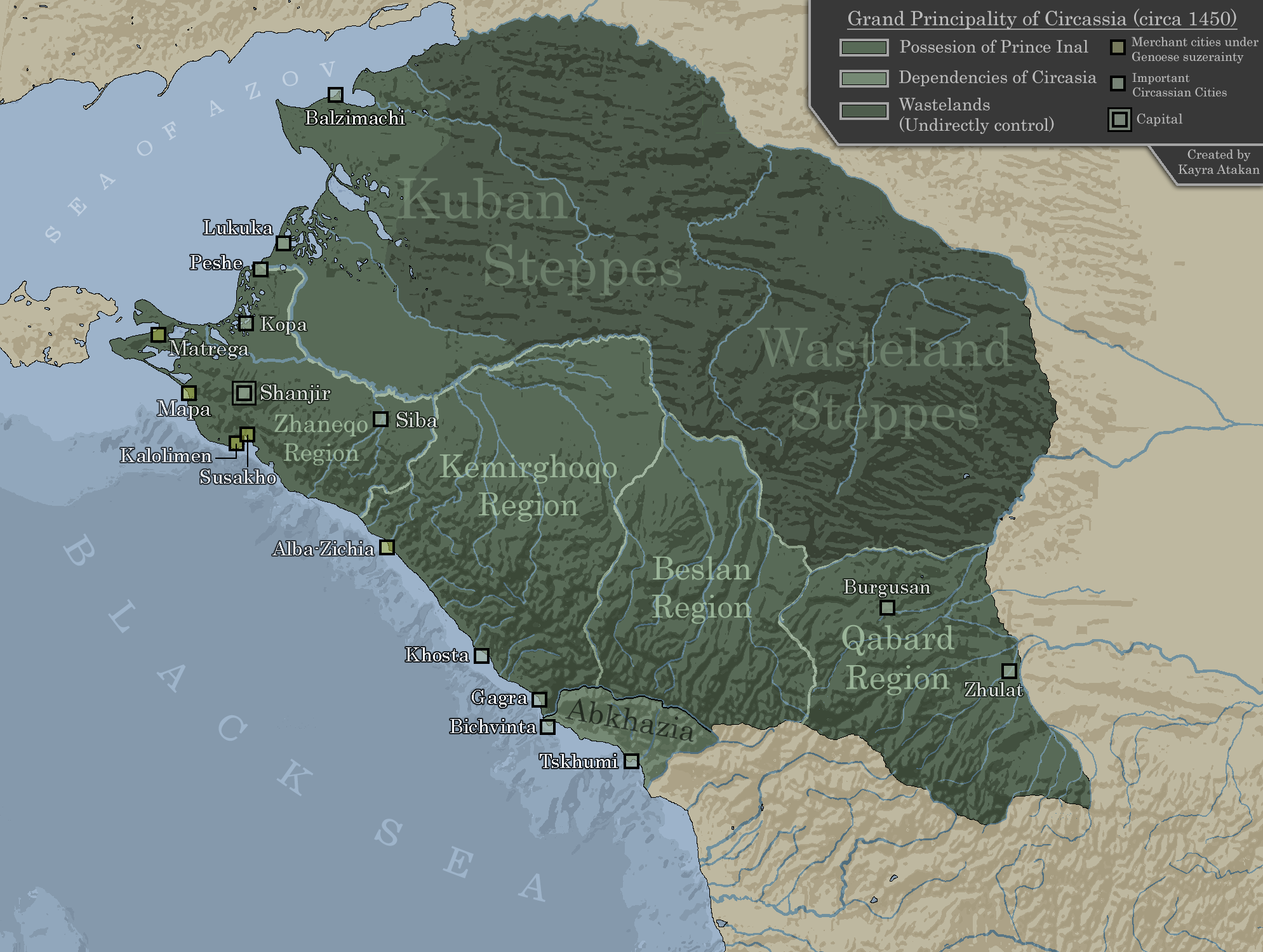
Circássia durante o reinado de Inal

Depois de assumir o controle de todas as terras circassianas com expansões efetivas, Inal declarou o Grão-Principado da Circassia, assumindo o título de Grão-Príncipe/Rei e Líder dos Circassianos das Terras Altas. A capital deste novo estado circassiano passou a ser a cidade de Shanjir, também conhecida como Jansher, fundada na região de Taman, onde Inal nasceu.
Peter Simon Pallas e Julius von Klaproth foram os primeiros pesquisadores a chamar a atenção para a cidade de Shanjir na história, ambos descreveram a cidade de Shanjir de forma semelhante. Segundo eles, Shanjir era muito "inteligentemente desenhado", tinha o formato de um retângulo cercado por muros e fossos e possuía quatro portões, lembrando assim a arquitetura estratégica romana. No norte, colinas falsas foram construídas para obter vantagem sobre o inimigo. Klaproth visitou as ruínas da cidade de Shanjir, conheceu os anciãos circassianos e reuniu informações detalhadas sobre a cidade. De acordo com as informações que obteve, Shanjir estava em uma área próxima à Anapa.
Entre Psif e Nefil existe um quadrilátero com quatro saídas, ladeado por muralhas e fossos, que lembra um acampamento romano. Restos das paredes e valas ainda são visíveis e se estendem para leste com cerca de meia milha alemã (3 km) de diâmetro. Pelo que ouvi, este lugar era antigamente a residência do rei e se chamava Shanjir. Os circassianos expressam que seus ancestrais viveram aqui.

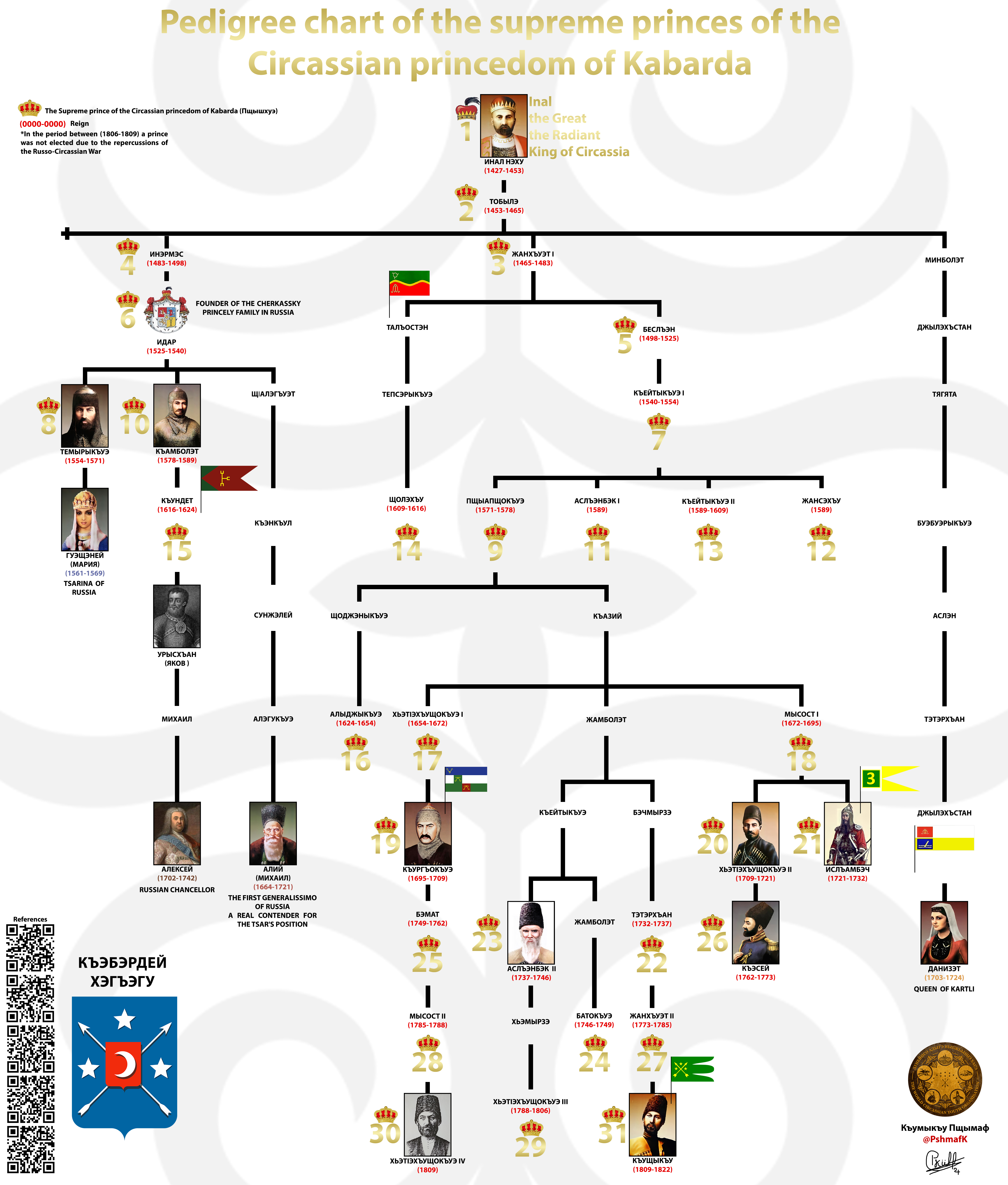
Príncipes da Circássia Oriental (Cabardia)

Embora a localização exata da cidade seja desconhecida, a opinião geral é que a região de Krasnaya Batareya se enquadra nas descrições de Klarapoth e Pallas.

### Morte e sepultamento
Inal dividiu suas terras entre seus filhos e netos em 1453 e morreu em 1458. Depois disso, foram formados os principados tribais circassianos. De acordo com a afirmação da Abkhaz, Inal morreu no norte da Abecásia. Este lugar é conhecido hoje como Inal-Quba e está localizado na região de Pskhu. Embora a maioria das fontes aceitasse esta teoria, pesquisas e escavações recentes na região mostram que a tumba de Inal não está aqui.
De acordo com o explorador e arqueólogo russo Evgeniy Dimitrievich Felitsin, a tumba de Inal não está na Abecásia. Num mapa publicado em 1882, Felitsin atribuiu grande importância a Inal, mas colocou seu túmulo na região de Ispravnaya, em Carachai-Circássia, e não na Abecásia. Ele acrescentou que esta área possui esculturas antigas, montes, tumbas, igrejas, castelos e muralhas, o que seria um túmulo ideal para alguém como Inal.

Bandeira da Coalizão dos Principados Inalid Talhosten e Gilaksteney

## Ancestrais
- Abdun Cã 
  - Kess
    - Adu Cã 
      - Khurfatal
        - Inal

## Legado

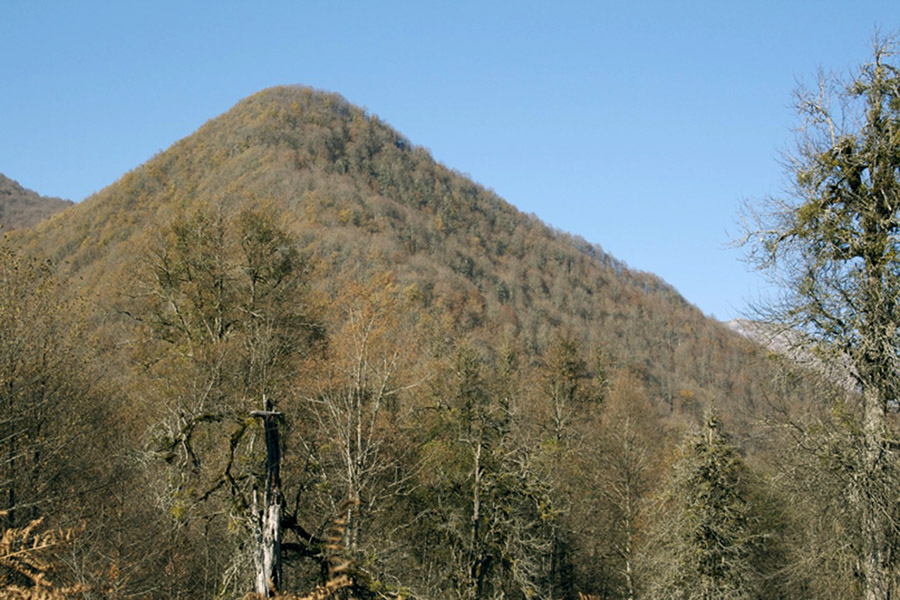
Nacionalistas da Abecásia afirmam que Inal-Quba em Pskhu é o cemitério de Inal, o Grande

Os príncipes circassianos e abecázios nos séculos seguintes afirmaram ser descendentes de Inal e o consideraram seu progenitor. O nome de Inal também está presente em muitos nomes geográficos no Cáucaso, já que muitos lugares foram nomeados em sua homenagem após sua morte. Os nomes de lugares associados ao nome de Inal são encontrados em Adigueia, Krai de Krasnodar, Cabárdia-Balcária, Carachai-Circássia e Abecásia. Na costa do Mar Negro, em Circássia, fica a Baía de Inal. Na região de Zolsk da República de Kabardino-Balkaria, não muito longe do Monte Kanzhal, fica o Monte Inal (2.990 m) entre o rio Baksan e os vales Tyzyl.. Variações de Inal (Yinal, Inal, Yanal, etc.) são nomes comuns entre circassianos e abecázios. Existem muitas estátuas de Inal, especialmente na Abecásia.